# Karin Branzell

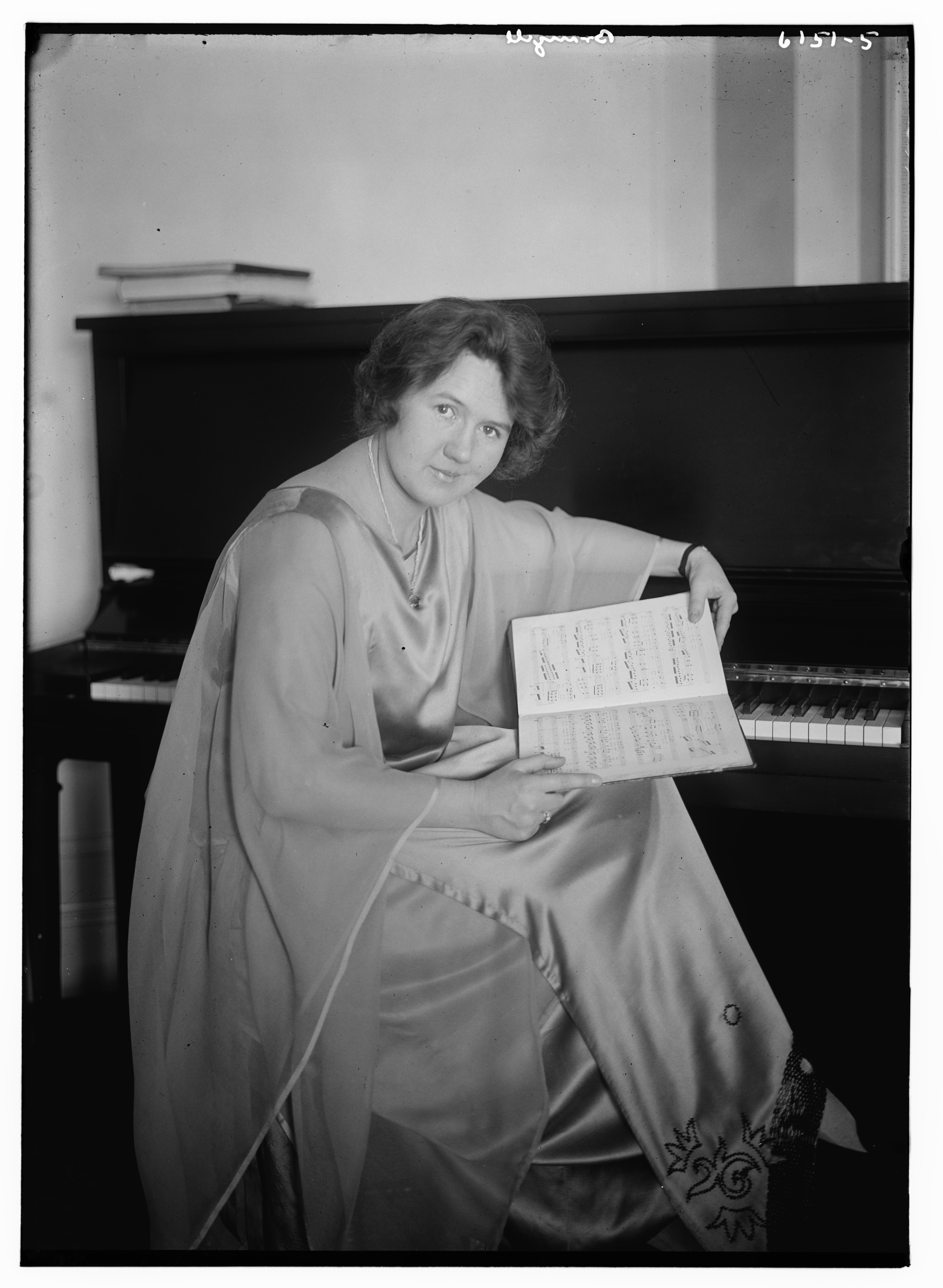
Karin Branzell (1924)

Karin Maria Branzell (* 24. September 1891 in Stockholm; † 14. Dezember 1974 in Altadena, Kalifornien, USA) war eine schwedische Opernsängerin (Mezzosopran).

## Leben
Die Eltern von Karin Maria Branzell (so ihr vollständiger Geburtsname) waren der Schulrektor Anders Branzell (1860–1938) und Jenny Persson (1864–1942), ihr Bruder war der Architekt Sten Branzell (1893–1959). Nach dem Besuch der ‚Åhlinska skolan‘ wurde sie zunächst Organistin in Stockholm, bevor sie sich als Sängerin ausbilden ließ. Ihre Lehrer waren Thekla Hofer in Stockholm, Ludwig Mantler und Louis Bachner in Berlin, Anna Schoen-René sowie Enrico Rosati in New York.
Ihr Gesangsdebüt gab Karin Branzell 1912 als Mitglied der Königlichen Oper Stockholm in der Oper Izëyl von Eugen d’Albert (als Prinz Sarvilaka). Im Jahr 1919 wechselte sie von Stockholm nach Berlin, wo sie bis 1934 an der Staatsoper Unter den Linden engagiert war und als Fricka in der Walküre von Richard Wagner ihren ersten Auftritt hatte. Anschließend hatte sie von 1935 bis 1939 noch einen Gastspielvertrag mit der Staatsoper München.
1930 und 1931 trat die Sängerin bei den Bayreuther Festspielen auf. Hier sang sie die Fricka in Rheingold und Walküre sowie die Waltraute in der Götterdämmerung. Bereits 1926 gastierte sie am Teatro Colón in Buenos Aires, wohin sie 1934, 1935 und 1938 wieder eingeladen wurde. Gastspiele an zahlreichen Opernhäusern in Europa und Amerika folgten. 1935 sowie 1937/1938 sang Karin Branzell an der Covent Garden Opera in London, 1941 an der San Francisco Opera. Aufgrund ihres überragenden Erfolges wurde sie 1936 zur schwedischen Hofsängerin ernannt.
Schon während ihrer Berliner Zeit ging Karin Branzell ein kontinuierliches Engagement an der Metropolitan Opera in New York ein. Auch hier begann ihre Karriere als Fricka (1924). Sie hielt der Met bis 1944 die Treue, sang dort nochmals in der Saison 1950/51. Im März 1951 verabschiedete sie sich mit der Erda in Wagners Siegfried. Insgesamt absolvierte sie mit dem Ensemble der Metropolitan Opera (inklusive der Tourneen) nicht weniger als 412 Vorstellungen in 21 Rollen.
Von 1946 bis 1950 gab die schwedische Sängerin an der Juilliard School, von 1951 bis 1958 am Adelphi College (beide New York) Gesangsunterricht. Zu ihren Schülern gehören Jean Madeira, Nell Rankin und Mignon Dunn.
Gelegentlich trat sie noch in Konzerten auf. Ihre Stimme ist durch zahlreiche Schallplattenaufnahmen, die zum Teil noch heute als CD oder MP3-Download erhältlich sind, überliefert.
Im November 1924 heiratete Karin Branzell in Berlin den norwegischen Sänger Einar Olaf Edvardsen (* 11. April 1891 Brevik; † 14. März 1929 Berlin). Im April 1938 heiratete sie in London den lettischen Opernregisseur Friedrich Wilhelm („Fedja/Fedya“) Reinshagen (* 10. Mai 1904 Riga; † 2. Januar 1984 Los Angeles), einen Bruder des Dirigenten Victor Reinshagen.
Karin Branzell ist begraben auf dem Norra begravningsplatsen in Solna (Kvarter 04 A, Gravplats 154 A).

## Partien (Auswahl)
Staatsoper Berlin
- Die Walküre (Richard Wagner): Fricka
- Frau ohne Schatten (Richard Strauss): Amme (Uraufführung 1920 unter dem Komponisten)
- Der Troubadour (Giuseppe Verdi): Azucena
- La Gioconda (Amilcare Ponchielli): Laura
- Der Prophet (Giacomo Meyerbeer): Fidès
- Samson und Dalila (Camille Saint-Saëns): Dalila

Metropolitan Opera New York
- Salome (Richard Strauss): Herodias
- Samson und Dalila (Camille Saint-Saëns): Dalila
- Aida (Giuseppe Verdi): Amneris
- Schwanda, der Dudelsackpfeifer (Jaromír Weinberger): Königin
- Der Ring des Nibelungen (Richard Wagner): Erda
- Lohengrin (Richard Wagner): Ortrud
- Götterdämmerung (Richard Wagner): Waltraute
- Die Meistersinger von Nürnberg (Richard Wagner): Magdalene
- Tannhäuser (Richard Wagner): Venus
- Jenufa (Leoš Janáček): Küsterin
- Elektra (Richard Strauss): Klytämnestra

Teatro Colón Buenos Aires
- Götterdämmerung (Richard Wagner): Erste Norn
- Das Rheingold (Richard Wagner): Fricka
- Die verkaufte Braut (Bedřich Smetana): Agnes
- Der Rosenkavalier (Richard Strauss): Annina

Covent Garden Opera London
- Fürst Igor (Alexander Borodin): Konchakovna
- Tristan und Isolde (Richard Wagner): Brangäne

Richard Wagner-Festspiele Bayreuth
- Der Ring des Nibelungen (Richard Wagner): Fricka und Waltraute

## Diskografie (Auswahl)
- Four Famous Contraltos Of The Past (Emmi Leisner, Sigrid Onegin, Karin Branzell, Rosette Anday), CD, Preiser/Naxos, Wien 1993
- Lebendige Vergangenheit – Karin Branzell. CD. Preiser/Naxos, Wien 1990
- Lebendige Vergangenheit – Karin Branzell, Vol. 2. CD. Preiser/Naxos, Wien 1997
- Wagner: Scenes & Arias (1925–1943), Mit Karin Branzell und anderen,  CD, Deutsche Grammophon Centenary Collection 1998
- Verdissimo II – Great Singers for Verdi, Vol. 1, Mit Gina Cigna, Selma Kurz, Karin Branzell, Frances Alda, Elvira de Hidalgo, 2 CDs, History 2001
- Wagner’s Die Walküre (Metropolitan Opera New York 1940). Dirigent Erich Leinsdorf, 3 CDs, Guild (Musikwelt Tonträger e.Kfr.) 2002
- Tristan und Isolde (Metropolitan Opera New York 1935). Dirigent Artur Bodanzky, 3 CDs, Westhill Radio Archive 2004
- Karin Branzell & Martin Oehmann 1924-29, CD, Hamburger Archiv für Gesangskunst, Hamburg 2004